# Bandeau de voûte de pont en maçonnerie
Le bandeau d’une voûte de pont en maçonnerie est la surface vue des extrémités de la voûte. C'est une sorte de plate-bande curviligne, comprise entre l'intrados et un extrados souvent fictif. 

## Types de bandeaux
Le rôle du bandeau est de souligner la voûte dans l'ensemble de la structure de l'ouvrage. Les appareils susceptibles d'être rencontrés sont nombreux et variés.
|  |  |  |

## Chronologie
Les bandeaux sont plus ou moins caractéristiques d’une période donnée, comme le montre le tableau ci-après. 
Certaines compositions sont plus fréquentes dans une région déterminée, comme le bandeau à double rouleau et à un ressaut courant du XIIIe au XVe siècle, en Haut-Poitou et dans les provinces de la Marche et du Limousin :
| Extradossée                      |
| Bloqué                           |
| À voussoirs passants             |
| À double rouleau                 |
| À double rouleau non extradossé  |
| À double rouleau et à un ressaut |
| À rouleau d'archivolte           |
| Plate-bande et tas de charge     |
| En tas de charge                 |

|  | Rare |  | Occasionnel |  | Fréquent |

## Désordres possibles
Un des désordres que l’on rencontre parfois sur les vieux ponts en maçonnerie est le décollement du bandeau. Ce désordre est signalé par l’apparition d’une fissure à la jonction avec le reste de la voûte (la douelle). Un rejointoiement qui aurait pour objet de boucher la fissure est souvent insuffisant, car cela peut traduire un décollement complet du mur tympan. Il faut généralement refaire l’ensemble du mur tympan.